# 南アルプス赤石温泉白樺荘
南アルプス赤石温泉白樺荘（みなみあるぷすあかいしおんせんしらかばそう）は、静岡市葵区井川地区にある市営の温泉宿泊施設・立ち寄り温泉施設。山梨県にある赤石温泉と区別するため、井川赤石温泉とも呼ばれる。

## 概要
静岡市営の「畑薙ロッヂ」（宿泊施設）および「赤石温泉白樺荘」（立ち寄り温泉施設）を統合する形で2009年（平成21年）7月1日に現在の場所にオープンした。
静岡市井川振興会が指定管理者として選定され管理運営を行っている。
南アルプスの麓にあり、南アルプス登山客の起点的な施設である。
露天風呂からは茶臼岳と上河内岳を望むことができる。
木質バイオマスの利用促進の一環として平成23年度から木質バイオマスボイラーで加熱している。
平成27年度の利用者数は、15,927名（大人: 15,603名、小人: 324名）であった。

## 泉質
- 源泉名 - 井川赤石1号温泉
- 泉質 - 単純硫黄泉
- 効能 - 切り傷、慢性皮膚病、慢性婦人病、糖尿病、神経痛、筋肉痛、関節痛、五十肩、運動麻痺、関節のこわばり、打ち身、くじき、慢性消化器病、痔疾、冷え性、病後回復期、疲労回復、健康増進[6]

## 設備
温泉施設
大浴場
露天風呂
多目的浴室
宿泊施設
2人部屋 - 7室
4人部屋 - 3室

## かつてあった市営施設

### 畑薙ロッヂ
畑薙ロッヂ（はたなぎろっぢ）は、静岡市葵区井川地区にあった市営の山小屋風の宿泊施設。
南アルプス赤石温泉白樺荘の県道を隔てた西側の静岡市葵区田代1109番地の1（北緯35度18分22秒 東経138度11分43秒 / 北緯35.306086度 東経138.195375度）に立地していた。
赤石温泉白樺荘ともに、南アルプス赤石温泉白樺荘に統合される形で2009年6月15日に閉館した。
閉館前年度の利用者数は、1,177名（大人: 1,124名、小人: 53名）であった。

### 赤石温泉白樺荘
赤石温泉白樺荘（あかいしおんせんしらかばそう）は、静岡市葵区井川地区にあった市営の立ち寄り温泉施設。
入浴料は無料であり、館内には食堂や無料の個室休憩室もあり、湯治場的な趣があった。
1957年（昭和32年）、畑薙第一ダム・畑薙第二ダム建設の飯場として建設された。
南アルプス赤石温泉白樺荘の約2km南の静岡市葵区田代1100番地（北緯35度18分23秒 東経138度12分15秒 / 北緯35.306254度 東経138.2041345度）に立地していた。
ダム建設終了後、1966年（昭和41年）に温泉付き山小屋としてオープンした。
1973年（昭和48年）からはの立ち寄り温泉施設として使用され、1986年8月には皇太子殿下も登山の際に訪れている。
畑薙ロッヂともに、南アルプス赤石温泉白樺荘に統合される形で2009年6月15日に閉館した。
閉館前年度の利用者数は、16,425名（大人: 15,896名、小人: 529名）であった。

## 周辺
- 東河内温泉
- 畑薙第一ダム・畑薙第二ダム　- 南アルプス赤石温泉白樺荘 は、２つのダムの中間の右岸に位置し、畑薙第二ダムの畔にある。
- 沼平ゲート - 県道60号の基点で、東俣林道の入口。機器から先の一般車両の通行は規制されている。
- 畑薙大吊橋
- 椹島ロッヂ

## アクセス
公共交通機関利用の場合
JR東海静岡駅から、南アルプス登山線畑薙第一ダム行きのバスが夏季・秋季限定で利用できる。
大井川鐵道井川線井川駅から、井川地区自主運行バス（廃止代替バス）畑薙第一ダム行きのバスが利用できる。
毎日企画サービスが企画・実施する登山バス「毎日あるぺん号」が、夏季登山シーズン限定で竹橋・新宿西口などと畑薙ダムを結んでいる。
マイカー利用の場合
新東名高速道路の新静岡インターチェンジから、静岡県道60号南アルプス公園線を北上。約2時間。